# RATATATA
「RATATATA」（ラタタタ）は、BABYMETALとドイツのバンドElectric Callboy（エレクトリック・コールボーイ）とのコラボレーション・シングル。2024年5月23日にヘヴィメタルのレーベルCentury Media Recordsから全世界同時配信リリースされた。

## 概要
BABYMETALとメタルコア / エレクトロニコア界で、その名が知れ渡ったドイツのパーティ・バンド“エレクトリック・コールボーイ”。両バンドのスタイルを巧みに融合させたこの楽曲は、双方の世界をシームレスに織り交ぜ、爽快で新しい限界へと音楽を押し上げている。

## 制作、音楽性
「feat.」表記ではなく連名で発表された本楽曲は、BABYMETALの透き通った歌声＆キュートな掛け合いと、エレクトリック・コールボーイらしい重厚でありながらもキャッチーに突き抜けたハイテンションなサウンドがまさに正面からぶつかり合ったような仕上がりとなっている。
2024年のダウンロード・フェスティバルでの英Rock Sound誌のインタビューで、SU-METALは「元々Electric Callboyの 『We Got the Moves』みたいなライブで盛り上がる曲を作りたいと考えていて、せっかくだからご本人に一緒に作れないかオファーしたら、快く受け入れてくれた。お互い、曲の作成に真摯に向き合うタイプだったので、ものすごくたくさんデモを送りあって、時間をかけて出来上がった。」と語った。

## チャート成績
オリコンでは、週間デジタルシングルランキングで22位に入った。また、ビルボードジャパンの週間ダウンロードチャートで24位に入った。
アメリカでは、ビルボード全米チャートで、Hard Rock Digital Song Salesで1位、Hot Hard Rock Songsで6位、Rock Digital Song Salesで9位に入った。
また、同チャートのHot Hard Rock Songsで2024年の年間25位に入った。
イギリスのUKオフィシャル・シングル・ダウンロードチャートで22位とUKオフィシャル・ロック＆メタル・シングルチャートで22位、ドイツのオフィシャル・ドイツチャート・シングルチャートで55位に入った。

## 批評
賞賛・栄誉
「METAL HAMMER」誌が主催する読者投票企画「The 50 Best Metal Songs of 2024」にノミネートされ、一般投票の結果、第1位に選出された。
「MUSIC AWARDS JAPAN 2025」において、 「最優秀クロスボーダー・コラボレーション楽曲賞」5曲のうちの1曲にノミネートされた。

## ミュージック・ビデオ
「RATATATA」のミュージック・ビデオ（以下MV）はBABYMETALのオフィシャルYouTubeチャンネルにて2024年5月24日に公開された。YouTubeのミュージックMVランキングでは、ドイツ3位、イギリス19位、日本60位、世界92位に入った。
2024年10月19日、MVのメイキング・ビデオ（BEHIND THE SCENES）がエレクトリックコールボーイの公式YouTubeチャンネルで公開された。
また、2024年10月5日、撮影監督のフロリアン・バーワンガーによるMVの解説（Breakdown）が、アトラスレンズ株式会社の公式YouTubeチャンネルで公開された。
2024年6月7日、BABYMETALの公式YouTubeチャンネルで「RATATATA」のライブMVが公開された。映像は、5月25日、26日に開催されたBABYMETAL主催のフェス「FOX_FEST」で収録された。

## ライブ・パフォーマンス
2024年5月25日（土）、26日（日）埼玉・さいたまスーパーアリーナにてBABYMETALが初めて主催するフェス「FOX_FEST」にてBABYMETALのステージにエレクトリック・コールボーイのヴォーカルのNico Sallach（ニコ・サラック）とKevin Ratajczak（ケヴィン・ラタイジャック）がゲスト出演して、コラボ曲「RATATATA」 をライブ初披露した。
ドイツで開催されたロックフェスRock im Parkに6月7日、Rock  am Ringに6月8日、BABYMETALとエレクトリック・コールボーイは共に出演して、各々のステージで「RATATATA」を披露した。

## タイアップ
2024年8月、アメリカのプロレス団体・WWEが主催するドイツ・ベルリンで開催のPPV大会『Bash in Berlin』の公式テーマソングに当楽曲が採用された。
2025年2月、WWE公式プロレスゲームシリーズの2025年版『WWE 2K25』のサウンドトラックに採用された。